# Dassault Falcon 50
Dassault Falcon 50 là một máy bay phản lực tầm xa, kích thước trung bình của Pháp, đây là máy bay phản lực cỡ nhỏ duy nhất trên thế giới bố trí 3 động cơ phản lực. Thực chất đây là một phát triển từ Falcon 20 với một động cơ thứ 3. Falcon 50 sau này bị thay thế bởi Falcon 50EX, hiện vẫn đang sản xuất. Falcon 50EX có động cơ cải tiến và những cải tiến cao cấp khác, giúp máy bay tăng tầm hoạt động. Nó tiếp tục là một máy bay phản lực tư nhân rất nổi tiếng, bay xa, sang trọng, và sở hữu ba động cơ phản lực mạnh.
Một phát triển của Falcon 50 là Falcon 900, nó có thân dài hơn và cũng trang bị 3 động cơ.
Dassault và Aviation Partners Inc. công bố cánh nhỏ ở đầu cánh High Mach Blended đang được phát triển cho Falcon 50, thuộc các thiết bị bổ sung.

## Các quốc gia sử dụng

### Quân sự

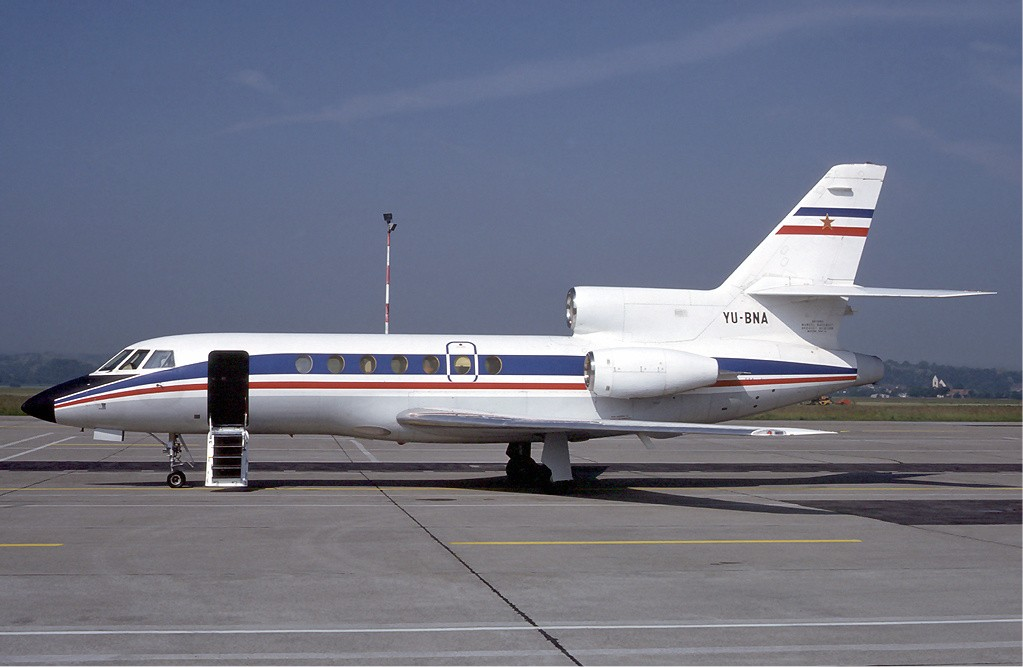
Yugoslav Government Falcon 50 at Basle in 1984

- Burundi
- Djibouti
- Pháp
- Iran

- Iraq
- Ý
- Jordan
- Libya
- Maroc
- Bồ Đào Nha
- Rwanda
- Nam Phi
- Tây Ban Nha
- Sudan
- Thụy Sĩ
- Venezuela
- Nam Tư (trước kia)

## Thông số kỹ thuật (Falcon 50)

### Đặc điểm riêng
- Phi đoàn: 2
- Sức chứa: 8-10 hành khách
- Chiều dài: 18.50 m (60 ft 8 in)
- Sải cánh: 18.85 m (61 ft 10 in)
- Chiều cao: 6.97 m (22 ft 10 in)
- Diện tích cánh: 9.150 kg (20.130 lb)
- Trọng lượng rỗng: n/a
- Trọng lượng cất cánh: n/a
- Trọng lượng cất cánh tối đa: n/a
- Động cơ: 3× Garrett TFE731-3-1C

### Hiệu suất bay
- Vận tốc cực đại: Mach.86 (370 kts (IAS))
- Tầm bay: 6.480 km (2.940 nm)
- Trần bay: n/a
- Vận tốc lên cao: n/a
- Lực nâng của cánh: n/a
- Lực đẩy/trọng lượng: n/a

### Máy bay có cùng sự phát triển
- Dassault Falcon 20
- Dassault Falcon 900

### Máy bay có tính năng tương đương
- Raytheon Hawker 800